# Chloris Andina
Chloris Andina (abreviado Chlor. Andina) es un libro con ilustraciones y descripciones botánicas que fue escrito por el médico, micólogo y botánico inglés Hugh Algernon Weddell. Fue publicado en 2 volúmenes en París en los años 1855-1857 [-1861], con el nombre de Chloris andina: essai d’une flore de la región alpine des Cordillères de l’Amérique du Sud (dos vols.) (1855-1861) - constituye la sexta parte de la Expédition dans les parties centrals de l’Amérique du Sud (1850-1859) de Francis de Castelnau